# 1948年サンモリッツオリンピックのイギリス選手団
1948年サンモリッツオリンピックのイギリス選手団（1948ねんサンモリッツオリンピックのイギリスせんしゅだん）は、1948年1月30日から2月8日までスイスのサンモリッツで開催された1948年サンモリッツオリンピックのイギリス選手団、およびその競技結果。

## 概要
今大会は金メダルと銀メダルはなく、銅メダル2個のみのメダルを獲得した。

## メダル
| メダル | 選手名                   | 競技               | 種目         |
| ------ | ------------------------ | ------------------ | ------------ |
| 銅     | ジョン・クラモンド       | スケルトン         | 男子         |
| 銅     | ジャネット・アルウェッグ | フィギュアスケート | 女子シングル |